# Groten Dorst
De Groten Dorst is een windmolenrestant in de Oost-Vlaamse plaats Hamme, gelegen aan de Driegotenkouter 26.
Deze ronde stenen molen van het type grondzeiler fungeerde als oliemolen.

## Geschiedenis
De molen kwam al voor op de Ferrariskaart van 1775. Al in 1894 werd de molen buiten bedrijf gesteld en onttakeld. Slechts de afgeknotte romp bleef uiteindelijk over en deze wordt als woning gebruikt.
- Inventaris van het Bouwkundig Erfgoed (Vlaanderen): 85317